# M34 (疏散星团)
M34 （NGC 1039）是在英仙座的一個疏散星團。它可能在1654年之前就被喬瓦尼·巴蒂斯塔·霍迪納發現，並在1764年被夏爾·梅西耶收錄在他的類似彗星天體目錄中。 梅西耶描述其為"一群略低於仙女座γ，平行排列的小星星。一架3英尺長的普通望遠鏡就可以分辨出恆星。" 。
基於8.38距離模數，這個星團的距離大約是470秒差距或1,500光年 。M34大約包含400顆質量介於0.12至1.0太陽質量的恆星，在天空的跨距大約35'，這意味著真實的半徑約為7.5光年。在遠離城市的燈光，在足夠黑暗的條件下，肉眼就可以看見這個星團。在光汙染有限的環境下，可以使用雙筒望遠鏡觀看。
這個星團的年齡介於昴宿星團的一億年與畢宿星團的八億年之間。觀測到的恆星光譜與恆星演化模型預測，給出M34的年齡估計值是2億至2.5億年。這大約是0.5太陽質量的恆星進入主序帶的年齡。做為比較，像太陽這樣的恆星只要3,000萬年就進入主序帶。
天文學家將原子序高於氦的元素都稱為金屬。這表現在鐵元素與氫的對數比值，與太陽中相同的值來比較。對於M34，金屬量的比值是[Fe/H] = +0.07 ± 0.04。這相當於鐵的比例比太陽高17%。除了鎳的豐度不足之外，其它元素的豐度都相似。
這個星團中，至少有19顆白矮星。這些是高達8太陽質量的祖恆星，通過主序星演化而來，不再參與核融合來產生能量的恆星殘骸。and the last is a type DC.。

## 外部連結
- 维基共享资源上的相關多媒體資源：M34
- Messier 34, SEDS Messier pages （页面存档备份，存于）
- Messier 34 （页面存档备份，存于） – Image by  Donald P. Waid
- Gretton, Roy; Gray, Meghan; Szymanek, Nik. . Deep Sky Videos. Brady Haran.   [2020-05-06]. （原始内容存档于2020-07-02）.
- WikiSky上关于M34 (疏散星团)的内容：DSS2, SDSS, GALEX, IRAS, 氢α, X射线, 天文照片, 天图, 文章和图片